# Hemidactylus adensis
Hemidactylus adensis es una especie de gecos de la familia Gekkonidae.

## Distribución geográfica yhábitat
Es endémica del sudoeste del Yemen. Su rango altitudinal oscila alrededor de 22 m s. n. m..